# راسيل ديو
راسيل ديو (بالإنجليزية: Russell C. Deyo)‏ هو محامي أمريكي، ولد في 1949 في نيويورك في الولايات المتحدة.